# Barcelona Open
Het Torras Hostench Barcelona Open was een golftoernooi van de Europese PGA Tour.
Het Barcelona Open werd alleen in 1988 gespeeld. Het vond plaats op Real Club de Golf El Prat in Terrassa, provincie Barcelona, en werd gewonnen door David Whelan uit Engeland nadat hij de play-off won van Nick Faldo, Barry Lane en Mark Mouland. Allen hadden een score van 276 (-12). 